# اورینت (نیویورک)
اورینت (به انگلیسی: Orient) یک منطقهٔ مسکونی در ایالات متحده آمریکا است که در شهرستان سافک، نیویورک واقع شده‌است. اورینت ۱۵٫۸ کیلومتر مربع مساحت و ۷۴۳ نفر جمعیت دارد و ۴ متر بالاتر از سطح دریا واقع شده‌است.